# Зайонз
Зайонз (англ. Zionz) — озеро в северо-западной части провинции Онтарио (Канада), часть системы реки Кэт.

## География
Озеро Зайонз вытянуто с запада на восток, достигая более 10 км в длину и более 6 км в ширину при неправильной форме и сильно изрезанной береговой линии. Зайонз представляет собой часть системы озёр, расположенной вдоль русла реки Кэт в округе Кенора в северо-западной части провинции Онтарио. Озеро расположено в 140 км к северо-востоку от городка Ред-Лейк и в 115 км от посёлка Пикл-Лейк. Ближайшими к озеру населёнными пунктами являются индейские поселения Кэт-Лейк (в 27 км к северу) и Слейт-Фолс (в 32 км к юго-востоку). Добраться до озера Зайонз можно или по воздуху, или водным путём из озера Сент-Джозеф через озёра Бамаджи и Фосетт.
Геологически район озера Зайонз представляет собой продолжение расположенного западнее зеленокаменного пояса Берч-Учи. Преобладающие горные породы в районе озера Зайонз — тёмно-серые амфиболитовые сланцы, кварцево-биотитовые сланцы и розовые граниты. Направление простирания основной геологической структуры — с северо-востока на юго-запад, с небольшим понижением рельефа к северо-западу. Под большей частью площади озера залегают порфировые плутонические породы, в первую очередь граниты; вдоль его юго-восточного берега расположена узкая, шириной в несколько десятков метров, полоса кремнекислых метавулканических пород, а у северо-восточного берега метаосадочные породы (граувакка). У южного берега расположен небольшой выход туфобрекчии. У восточного берега отмечены пегматитовые дайки, включающие кварц, плагиоклаз, ортоклаз и биотит. К северу от озера зафиксированы две бедные железные жилы, отмечены разрозненные халькопириты и пириты.

## Живая природа
Озеро расположено в низменной местности, густо поросшей типичной для Северо-Западного Онтарио низкоствольной растительностью с обширными гарями, серьёзно затрудняющими передвижение. Характерными для данного района деревьями являются чёрная и сизая ель, низкорослые бальзамические пихты и американские лиственницы, берёза и тополь. В последней четверти XX века в данной местности всё ещё часто встречались лоси, а периодически и медведи; в более ранние исторические периоды немаловажным источником дохода местного населения была охота на пушного зверя. Распространены водоплавающие птицы, реже встречаются большая голубая цапля и белоголовый орлан. В озере водятся такие рыбы, как сельдевидный сиг, светлопёрый судак, щука, щука-маскинонг, солнечник, большеротый и малоротый окунь.